# Оберзіггенталь
Оберзіггенталь (нім. Obersiggenthal) — громада  в Швейцарії в кантоні Ааргау, округ Баден.

## Географія
Громада розташована на відстані близько 90 км на північний схід від Берна, 22 км на північний схід від Аарау.
Оберзіггенталь має площу 8,4 км², з яких на 20,5% дозволяється будівництво (житлове та будівництво доріг), 35,1% використовуються в сільськогосподарських цілях, 42,9% зайнято лісами, 1,4% не є продуктивними (річки, льодовики або гори).

## Демографія
2019 року в громаді мешкало 8628 осіб (+5,5% порівняно з 2010 роком), іноземців було 31,1%. Густота населення становила 1032 осіб/км².
За віковим діапазоном населення розподілялося таким чином: 20,7% — особи молодші 20 років, 57,7% — особи у віці 20—64 років, 21,5% — особи у віці 65 років та старші. Було 3797 помешкань (у середньому 2,2 особи в помешканні).
Із загальної кількості 2015 працюючих 29 було зайнятих в первинному секторі, 346 — в обробній промисловості, 1640 — в галузі послуг.